# Horovitz József
Horovitz József (Ágó, Bars vármegye, 1880. február 5. – Budapest, 1952. szeptember 23.) karánsebesi, majd szombathelyi főrabbi.

## Élete
Horovitz Lipót és Aschner Regina fia. Középiskoláit, az Országos Rabbiképző Főiskolát és az egyetemet Budapesten végezte, ahol bölcsészetdoktori és hittudományi oklevelet szerzett. Tanulmányainak befejezése után, mint rabbi Karánsebesen kezdte működését. 1911-től Szombathely főrabbija volt. Több egyházi kultúrintézmény létesítése fűződik nevéhez. Az Országos Rabbi Egyesület választmányának és az Országos Izraelita Bizottságnak tagja.
Felesége Gans Hermin (1882–1964) volt, Gans Illés Ábrahám és Tauber Anna Gizella lánya, akivel 1907. február 14-én Budapesten, az Erzsébetvárosban kötött házasságot.
Túlélte a holokausztot, 1952-ben hunyt el 72 éves korában. 41 éven át vezette Szombathely zsidóságát.
A Kozma utcai izraelita temetőben nyugszik.

## Művei
Könyvei: 
- Juszuf al Baszir al Kitáb al Muchtavi (Budapest 1905),
- Ünnepnapok,
- Igazi szeretet.

Cikkei a felekezeti lapokban jelentek meg.